# Førde

Wappen der Kommune Førde

Førde ist ein Ort und eine ehemalige Kommune im Distrikt Sunnfjord der norwegischen Provinz Sogn og Fjordane (2020 Teil von Vestland geworden). Die Kommune Førde war die bevölkerungsreichste in Sogn og Fjordane und besaß seit 1997 Stadtstatus. Auch das größte Krankenhaus des Fylke stand in Førde. Im Zuge der Kommunalreform in Norwegen wurden Førde, Gaular, Jølster und Naustdal zum 1. Januar 2020 zur neuen Gemeinde Sunnfjord zusammengelegt.
Auf einer Fläche von 586 km² lebten 13.092 Einwohner (Stand: 1. Januar 2019). Die Kommunennummer war 1432. Letzter Bürgermeister war Olve Grotle (H).

## Geografie
Førde liegt am Ende des Førdefjordes an der Mündung des Flusses Jølstra, der dem nicht ganz 20 km entfernten See Jølstravatnet entfließt. Es ist von den Bergen Hafstadfjellet, Viefjellet, Førdenipa, Halbrendsnipa und Vieåsen umgeben. Die Kommune grenzte im Norden an Naustdal, im Osten an Jølster, Sogndal und Balestrand, im Süden an Gaular und im Westen an Askvoll.

## Verkehr
Der Flughafen Førde (16 km vom Stadtzentrum) verbindet die Region mit Oslo und Bergen. Die Europastraße E39 von Kristiansand nach Trondheim führt durch den Ort. Eine frühere Fährverbindung wurde eingestellt.

## Wirtschaft
Aufgrund seiner zentralen Lage im sonst nur dünn besiedelten und landwirtschaftlich geprägten Sogn og Fjordane ist Førde eine beliebte Einkaufsstadt. Es gibt viele Autohäuser. Wichtige Arbeitsplätze bringen außerdem der Schlachthof, die öffentliche Verwaltung, das Gesundheitswesen, Baubetriebe und eine Werft. Zudem liegt hier einer der fünf Campus der Hochschule Westnorwegen, die 2017 aus dem Zusammenschluss mehrerer Hochschulen, darunter der Høgskolen Sogn og Fjordane, entstand. Es gibt zwei ganzjährig geöffnete Hotels. Während es in vielen Kommunen in Sogn og Fjordane einen Bevölkerungsschwund gab, erfreute sich Førde Kommune eines kontinuierlichen Bevölkerungswachstums von rund 3000 im Jahre 1951 auf 13.092 am 1. Januar 2019.

## Kultur

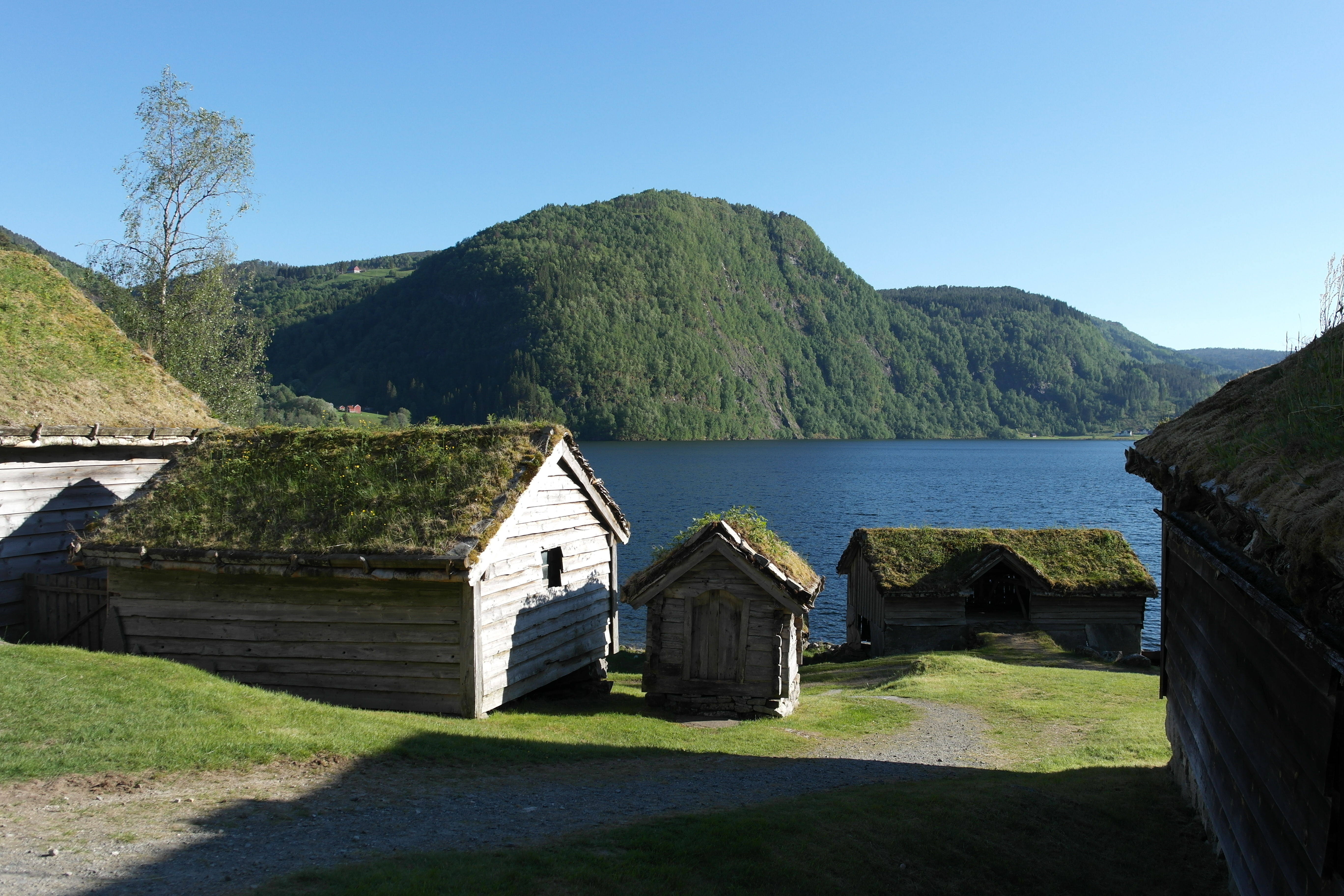
Sunnfjord Museum

Im Juli findet in Førde das Førde Internasjonale Folkemusikkfestival, das größte Volksmusikfestival Norwegens, mit internationaler und norwegischer Musik statt.
Im Kulturhaus „Førdehus“ finden regelmäßig Theatervorstellungen einer umherziehenden Theatergruppe, Kinovorstellungen und Wechselausstellungen statt. Es gibt eine Schwimmhalle und einen Rasenfußballplatz. Im Sunnfjord Museum (9 km östlich vom Stadtzentrum an der E39) kann man die norwegische lokale Geschichte anhand von alten Bauernhäusern hautnah erleben. Zudem ist Førde auch Sitz des Sogn og Fjordane Kunstmuseums, das seit 2012 in einem markanten Bau des Architekturbüros C. F. Møller untergebracht ist, der von den Gletschern des Fylkes inspiriert ist.

## Persönlichkeiten aus Førde
- Johannes Haarklou (1847–1925), Komponist, Organist und Dirigent
- Hauk Aabel (1869–1961), Schauspieler
- Ingolf Elster Christensen (1872–1943), Jurist, Offizier, Beamter und Politiker
- Rasmus Nordbø (1915–1983), Agraringenieur und Politiker
- Kjell Opseth (1936–2017), Politiker
- Himanshu Gulati (* 1988), Politiker
- Tore Viken Holvik (* 1988), Snowboarder
- Cecilie Pedersen (* 1990), Fußballspielerin
- Helene Bergsholm (* 1992), Schauspielerin
- Karoline Erdal (* 1997), Biathletin